# Brian Wallows and Peter's Swallows
"Brian Wallows and Peter's Swallows" (em português, "Brian, Peter e o Amor") é o décimo sétimo episódio da terceira temporada da série de comédia animada Uma Família da Pesada. Originalmente, foi exibido na Fox dos Estados Unidos em 17 de janeiro de 2002. Mostra Brian após receber uma sentença, determinando que ele deveria prestar serviço comunitário, e eventualmente precisa cuidar de uma idosa irritada, a qual é uma antiga cantora de singles. Enquanto isso, Peter decide deixar sua barba crescer, que se torna a casa de uma família de pássaros em extinção.
O episódio foi escrito por Allison Adler e dirigido por Dan Povenmire. Recebeu várias críticas positivas, e ganhou um Emmy Award com a música "You've Got a Lot to See". Apresenta como dubladores convidados: A. J. Benza, Gary Cole, Adira Firestone, Melora Hardin, Butch Hartman, Phil LaMarr, Jane Lynch, Nicole Sullivan e Wally Wingert.

## Enredo
Ao decidir namorar uma bonita loira burra, Brian rapidamente descobre que sua namorada é "uma idiota." Voltando para casa depressivo, Lois tenta animar Brian, sugerindo que Peter o leve para um show de rock, onde pretendia ir juntamente com Quagmire e Cleveland. No concerto, Brian começa a olhar para os lados e observa os casais apaixonados (One Is The Loneliest Number, do Three Dog Night toca no momento), e fica cada vez mais deprimido, decidindo beber para esquecer tudo. No caminho de volta, é parado por Joe e acaba preso por dirigir sob influência do álcool. Julgado pela justiça um mês depois, Brian recebe uma sentença e deve trabalhar cem horas em um serviço comunitário; seu dever é cuidar de uma irritada mulher chamada Pearl, que não sai de sua casa há 30 anos. Quando aparece na casa da paciente, Brian rapidamente fica nervoso com o tamanho estresse da idosa, e acaba falando que ela deveria "cair morta." No dia seguinte, contudo, ele descobre que Pearl foi uma famosa cantora de ópera durante os anos 40 e 50, mas ficou envergonhada ao receber muitas exigências para cantar seus jingles de comerciais em várias rádios populares. Brian resolve visitar Pearl, e quando chega em sua casa, vê que ela está com um nó em sua garganta, quase praticando suicídio, porém consegue salvá-la no último segundo. Ambos cantam juntos e se tornam amigos próximos, Quando sugere um jantar, Brian leva Pearl para fora de sua casa, no entanto, ela imediatamente sofre um acidente, e acaba no hospital. Vivendo o último momento juntos na realidade virtual, que Brian comprou no show, Pearl não resiste e morre, deixando Brian sozinho mais uma vez.
Enquanto isso, após assistir um episódio de Grizzly Adams, Peter decide deixar sua barba crescer, mesmo com a desaprovação de Lois. Quando sua barba fica enorme, a família Griffin decide sair para jantar, e em pouco tempo são importunados por um pequeno pássaro, que resolve se instalar na barba de Peter. Sem saber que era de uma espécie em extinção, ele tenta tirar o animal, mas acaba sendo ameaçado de uma acusação criminal. Sem outra alternativa a não ser deixar o pássaro em sua barba, ele tenta continuar vivendo da maneira mais normal possível, até que não consegue mais aguentar as piadas e decide dar um tiro no bicho. Lois consegue pará-lo a tempo, fazendo com que o marido acertasse em uma janela e o pássaro fosse embora. Felizes por estarem livres, ambos escutam um barulho originado na barba, e descobrem três filhotes de pássaro. Percebendo semelhanças entre os filhotes e os seus próprios filhos, Peter decide manter os passarinhos e se tornar a mãe deles. O tempo passa e ele não quer libertar os animais já crescidos, porém Lois consegue convencê-lo a levá-los para a floresta, pois eles já estavam tentando voar pela janela do quarto.

## Produção

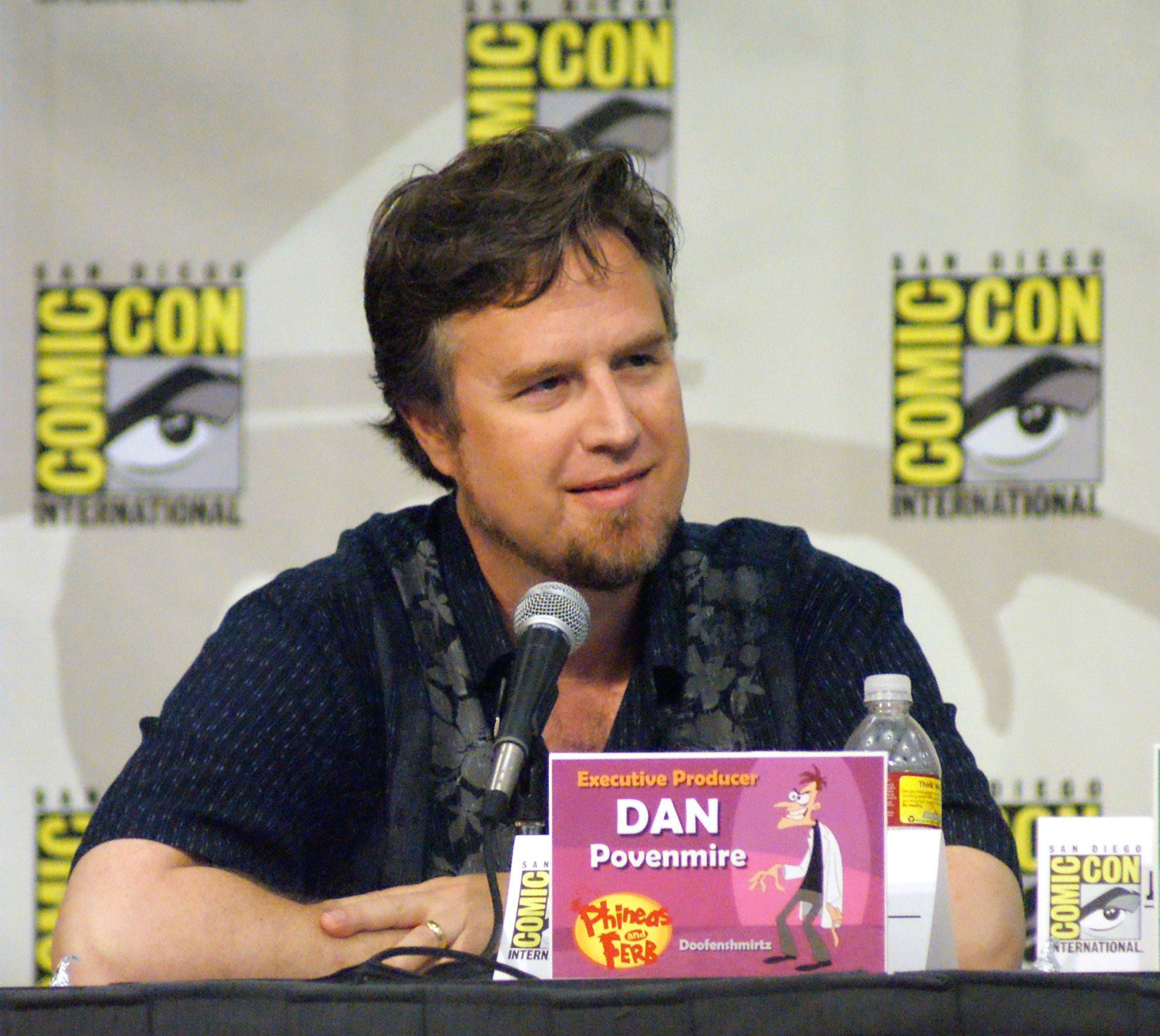
Dan Povenmire dirigiu o episódio.

O episódio foi escrito pela primeira e única vez pelo futuro escritor de Chuck, Allison Adler, e dirigido pelo colaborador habitual Dan Povenmire, antes da conclusão da produção da terceira temporada.
Inicialmente, o final emocionante não foi planejado, e o criador da série, Seth MacFarlane, pretendia fechar o episódio com uma série de piadas, similar aos muitos outros episódios. A dubladora e escritora Alex Borstein, juntamente com Allison Adler, convenceu MacFarlane de que o episódio apresentaria muito mais efeito se terminasse de forma dramática, dizendo que este é o único episódio que tem "emoção humana real".
Por causa dos ataques terroristas em 11 de setembro de 2001, a 20th Century Fox decidiu editar digitalmente o número musical "You've Got a Lot to See", removendo as torres do World Trade Center, assim como a substituição da figura do ex-presidente George W. Bush bêbado em uma carta de tarô com uma imagem do apresentador de talk-show Jerry Springer, também em uma carta de tarô, durante uma sequência de animação entre Pearl e Brian.
Junto com o elenco habitual, o colunista e apresentador de televisão A. J. Benza, o ator Gary Cole, a cantora de ópera Adria Firestone, as atrizes Melora Hardin, Jane Lynch e Nicole Sullivan, o escritor e animador Butch Hartman e os dubladores Phil LaMarr e Wally Wingert participaram do episódio. A dubladora de personagens secundários Lori Alan e o escritor Mike Barker também fizeram pequenas aparições.